# Kniha Hospodinových bojů
Kniha Hospodinových bojů (hebr. סֵפֶר מִלְחֲמֹת יהוה) je nedochované literární dílo starověkého Izraele, které je známé pouze z citátu v biblické Čtvrté knize Mojžíšově (kap. 21, verš 14-15).
Z kontextu zmínky a názvu knihy se usuzuje, že mohla obsahovat epické popisy válek Izraelců při obsazování Kanánu.[zdroj?]
Anglikánský teolog Joseph Barber Lightfoot vyslovil hypotézu, že Kniha Hospodinových bojů je jen jiným označením Knihy Přímého.[zdroj?]
Někteří učenci (např. Moše ibn Ezra) dávají Knihu Hospodinových bojů do souvislosti se zmínkou ve Druhé knize Mojžíšově 17, 14 o tom, že Mojžíš zapsal do nepojmenované knihy zápis o porážce Amálekovců.[zdroj?]